# ARA Hércules (1972)
ARA Hércules – argentyński niszczyciel rakietowy brytyjskiego typu 42, znajdujący się w służbie od 1976 roku. Był jednym z dwóch niszczycieli tego typu w Marynarce Wojennej Argentyny. Brał udział w wojnie o Falklandy. Po przebudowie w 2000 roku został przeklasyfikowany na szybki transportowiec uniwersalny. Nosił kolejno numery taktyczne: 28, D-1, B-52.
Wyporność pełna okrętu wynosi 4100 ts, napędzają go turbiny gazowe, pozwalające na osiąganie prędkości do 30 węzłów. Główne uzbrojenie stanowiła wyrzutnia pocisków przeciwlotniczych średniego zasięgu Sea Dart, cztery wyrzutnie pocisków przeciwokrętowych Exocet oraz jedno działo uniwersalne kalibru 114 mm. Okręt przenosił jeden śmigłowiec, a po przebudowie na szybki transportowiec, z usuniętym uzbrojeniem rakietowym, dwa śmigłowce służące do transportu piechoty morskiej.

## Zamówienie i budowa
Na przełomie lat 60. i 70. XX wieku Argentyna rozpoczęła program rozwoju ilościowego i unowocześnienia marynarki wojennej, która do tej pory składała się z okrętów pochodzących z okresu II wojny światowej, częściowo modernizowanych. W jego ramach 18 maja 1970 roku Argentyna zawarła umowę z brytyjskim koncernem Vickers na budowę dwóch niszczycieli rakietowych typu 42. W tym czasie stanowiły one najnowocześniejsze okręty tej klasy opracowane dla brytyjskiej Royal Navy, dla której dopiero położono w styczniu tego roku stępkę pod budowę pierwszego okrętu HMS „Sheffield”. Pierwszy z zamówionych okrętów – „Hércules” miał być zbudowany w Wielkiej Brytanii, a drugi („Santísima Trinidad”) w Argentynie, z pomocą brytyjską.
Stępkę pod budowę „Hérculesa” położono w stoczni Vickers w Barrow-in-Furness 16 czerwca 1971 roku, jako drugiego okrętu typu 42 po „Sheffieldzie”, a przed kolejnymi brytyjskimi jednostkami. Turbiny pierwotnie przewidziane dla „Hérculesa” zostały zamontowane na „Sheffieldzie”, którego turbiny zostały uszkodzone na skutek pożaru. Okręt wodowano 24 października 1972 roku, a ukończono 10 maja 1976 roku. Otrzymał historyczną dla argentyńskiej marynarki nazwę od imienia Herkulesa, wywodzącą się od fregaty admirała Browna z czasów walk o niepodległość Argentyny na początku XIX wieku. Klasyfikowany był jako niszczyciel rakietowy (Destructor Misilístico). „Hércules” stał się zarazem pierwszym niszczycielem rakietowym w Ameryce Południowej.

## Opis techniczny

### Konstrukcja

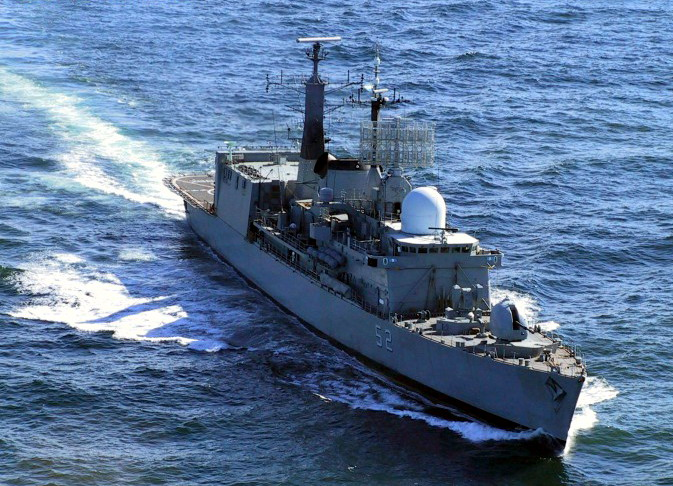
„Hercules” po przebudowie, jeszcze z wyrzutnią Sea Dart i radarem Type 909 (2004 rok)

Okręty argentyńskie odpowiadały konstrukcją wczesnym brytyjskim niszczycielom typu 42 pierwszej serii. Miały gładkopokładowy kadłub z grupą nadbudówek na śródokręciu i hangarem oraz lądowiskiem dla śmigłowca na rufie. Na pokładzie dziobowym umieszczona była wieża armaty uniwersalnej kalibru 114 mm, a za nią dwuprowadnicowa wyrzutnia pocisków przeciwlotniczych Sea Dart. Charakterystycznym elementem ich sylwetki były dwa radary kierowania ogniem w kopułkowatych dielektrycznych obudowach z tworzywa na dachu nadbudówki dziobowej i rufowej oraz pojedynczy opływowy komin na śródokręciu. Unikalną cechą jednostek argentyńskich były boczne wyloty spalin w górnej części komina, jak w „Sheffieldzie”, zastosowane z nadzieją zmniejszenia śladu termicznego okrętu, z których zrezygnowano w dalszych brytyjskich okrętach. Po modernizacji „Hérculesa” w 2000 roku zabudowano na rufie powiększone lądowisko o wymiarach 26 × 13 m i duży pudełkowaty hangar na dwa śmigłowce.
Wyporność standardowa okrętów argentyńskich wynosiła 3150 ts, a pełna 4100 ts (ton angielskich). Długość wynosiła 125,6 m, szerokość 14,3 m, a zanurzenie 5,8 m. Załoga liczyła początkowo 280 ludzi.
Napęd stanowiły cztery turbiny gazowe w systemie COGOG (pracujące rozłącznie), napędzające dwie śruby. Dwie turbiny mocy bojowej Rolls-Royce Olympus TM3B rozwijały moc łączną 50 000 hp (37 300 kW), a dwie turbiny marszowe dla prędkości ekonomicznej Rolls-Royce Tyne rozwijały moc łączną 9900 hp (7400 kW). Prędkość maksymalna podawana jest w źródłach jako 29 lub 30 węzłów. Prędkość ekonomiczna wynosiła 18 węzłów, pozwalająca na uzyskanie zasięgu 4000 mil morskich.

### Uzbrojenie
Główne uzbrojenie rakietowe stanowiła jedna dwuprowadnicowa wyrzutnia pocisków przeciwlotniczych obrony strefowej Sea Dart Mk 30 z zapasem 22 pocisków. Miały one zasięg do 40 km i możliwość zwalczania celów na wysokościach od 100 do 18 300 m (inne dane wskazują na zasięg do 65 km i pułap minimalny 30 m). Miały też ograniczone możliwości zwalczania celów nawodnych w odległości 25-30 km.
W odróżnieniu od brytyjskich okrętów, w 1980 roku „Hércules” otrzymał także cztery pojedyncze kontenerowe wyrzutnie pocisków przeciwokrętowych MM 38 Exocet, umieszczone na dachu hangaru, na początku 1982 roku przeniesione po dwie na pokład nadbudówki po bokach komina. Pociski Exocet miały zasięg 42 km i głowicę bojową o masie 165 kg. Po 2000 roku wyrzutnie Exocetów zostały zdjęte, a w 2009 roku zdjęto wyrzutnię Sea Dart, już wcześniej niesprawną.
Uzbrojenie artyleryjskie stanowiła jedna automatyczna armata uniwersalna Vickers Mk 8 kalibru 4,5 cala (114 mm), o długości lufy 55 kalibrów (L/55). Szybkostrzelność wynosiła do 25 strz./min, masa pocisku 21 kg, a donośność skuteczna do 22 km. Uzupełniały ją dwa działka automatyczne 20 mm Oerlikon Mk 7 na skrzydłach mostka oraz dwa wielkokalibrowe karabiny maszynowe kalibru 12,7 mm.
Broń podwodną stanowiło sześć wyrzutni torpedowych ILAS 3 kalibru 324 mm przeciw okrętom podwodnym (dwie potrójne, umieszczone na pokładzie nadbudówki po obu stronach głównego masztu rufowego). Wyrzutnie torpedowe różniły się od zastosowanych w okrętach brytyjskich. W Argentynie wystrzeliwano z nich torpedy Whitehead A 244/S, o zasięgu do 7 km. Wczesne publikacje wspominały o amerykańskich torpedach Mk 46. Po przebudowie wyrzutnie torpedowe nie są już wymieniane wśród uzbrojenia okrętu. Po 2000 roku został on natomiast wyposażony w zrzutnię bomb głębinowych Mk 9.
Okręt przenosił jeden śmigłowiec do zwalczania okrętów podwodnych. W sierpniu 1978 roku do Argentyny dostarczono dwa zakupione brytyjskie śmigłowce Westland Lynx HAS Mk.23; na „Hércules” w 1982 roku używany był śmigłowiec o znakach 3-H-142, lecz rozbił się w maju 1982 roku. Później (być może także wcześniej) używany był francuski lekki śmigłowiec SA-319B Alouette III. Mógł przenosić dwie torpedy Mk 44 przeciw okrętom podwodnym lub dwa pociski kierowane AS.12. Po przebudowie w 2000 roku „Hércules” przenosi dwa śmigłowce Sikorsky SH-3 Sea King, które mogą także być uzbrojone w pociski przeciwokrętowe AM 39 Exocet.

### Wyposażenie

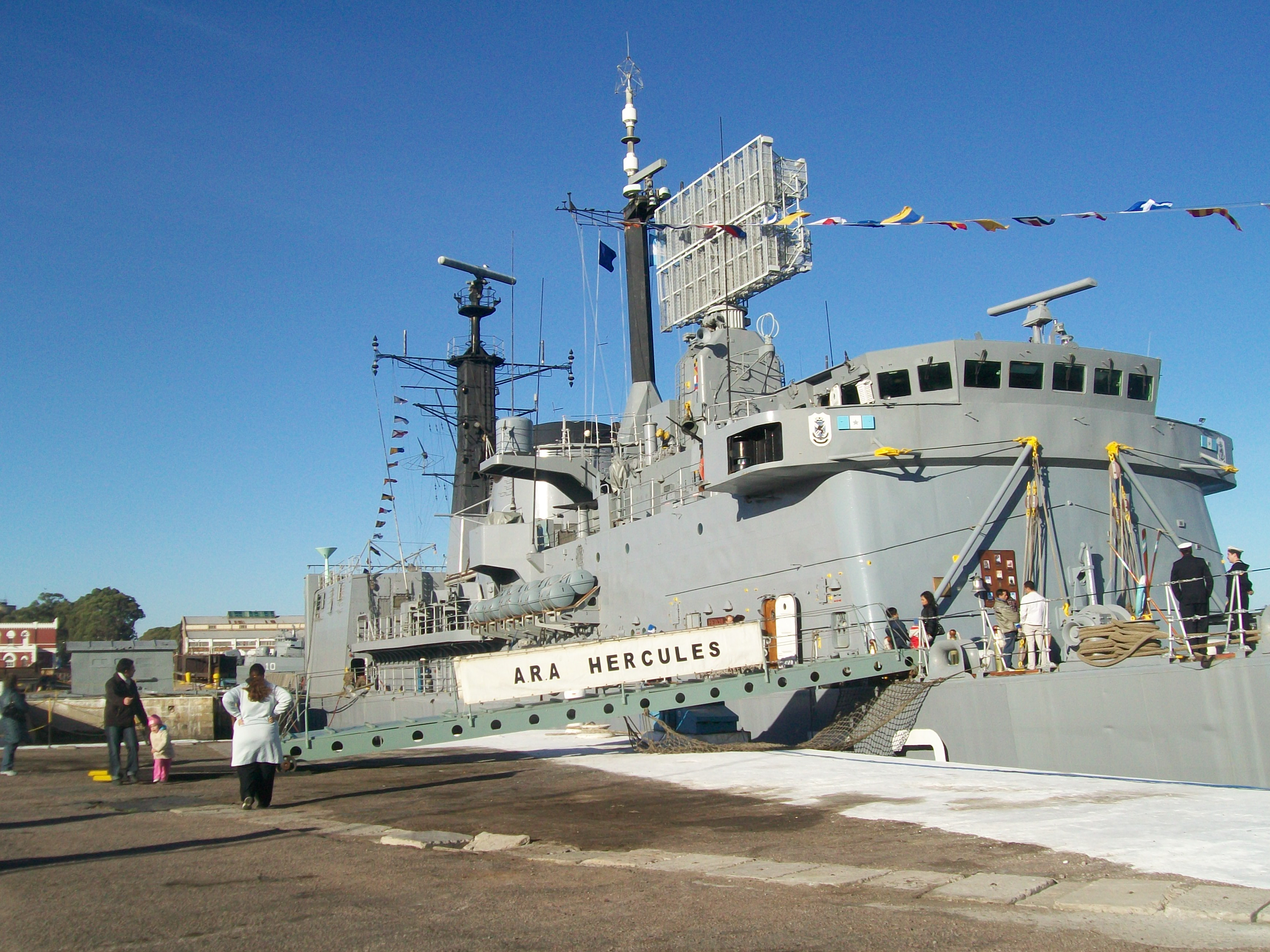
„Hercules” po zdemontowaniu radaru Type 909

Argentyńskie okręty różniły się w niewielkim stopniu od brytyjskiego pierwowzoru zestawem wyposażenia radioelektronicznego. Stanowiły je radary: Type 965P (dozoru powietrznego), Type 992Q (wykrywania nawodnego i celów niskolecących), Type 1006 (nawigacyjny). Ponadto, do kierowania ogniem systemu Sea Dart służyły dwa radary Type 909 w kopułkowatych obudowach na dachu nadbudówki dziobowej i rufowej. Radar Type 965P dozoru powietrznego z dużą podwójną anteną materacową AKE-2 znajdował się na dachu nadbudówki dziobowej, a radar Type 992Q na maszcie rufowym. W przeciwieństwie do okrętów brytyjskich, radary nie były następnie wymieniane na nowsze. Podobnie jak okręty brytyjskie, do wykrywania okrętów podwodnych miały sonary kadłubowe Graseby Type 184M (średniej częstotliwości) i Kelvin Hughes Type 162M (wysokiej częstotliwości).
Okręty miały system informacji bojowej ADAWS-4, następnie modernizowany w Argentynie. Dysponowały systemem łączności standardu Link 10, służącym m.in. do wymiany danych z lotniskowcem. Ze środków  walki elektronicznej, „Hercules” miał system wykrywania emisji radarowej Racal RDL 257, system zakłócający Racal RCM 2, ośmiolufową wyrzutnię celów pozornych Knebworth Corvus oraz holowany wabik przeciwtorpedowy Graseby. Również z armaty można wystrzeliwać cele pozorne.

## Służba

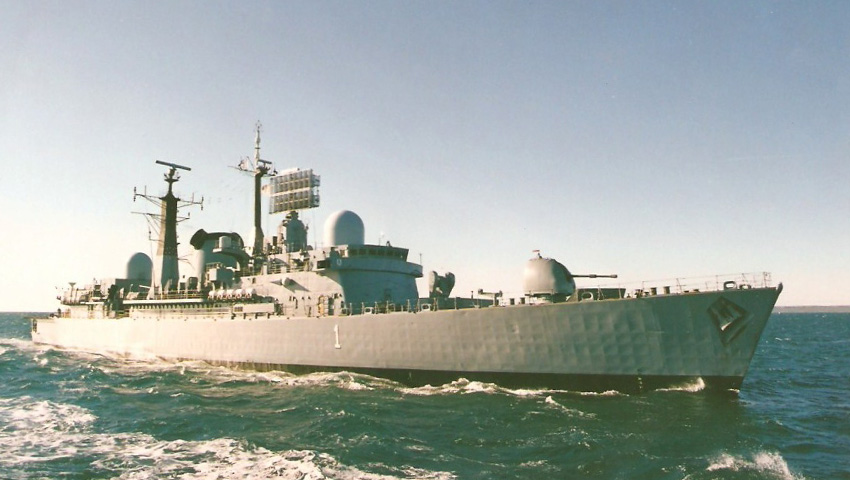
„Hercules” w oryginalnej postaci w latach 80. XX wieku

Według części źródeł „Hércules” został przyjęty do służby argentyńskiej już 12 lipca 1976 roku.  Według informacji marynarki Argentyny, został jednak wcielony 19 września 1977 roku. Okręt przybył do Argentyny 20 sierpnia 1977 roku, po okresie prób, zgrywania załogi i docierania mechanizmów na wodach brytyjskich. Nosił początkowo numer burtowy 28.
Po wejściu do służby „Hércules” został włączony do 1. Dywizjonu Niszczycieli. W 1980 roku dozbrojono go w cztery wyrzutnie pocisków przeciwokrętowych MM 38 Exocet. Po wcieleniu okrętu bliźniaczego „Santísima Trinidad” w 1981 roku, zmieniono mu znak taktyczny na D-1 (zapisywany na burcie samą cyfrą). 22 grudnia 1978 roku większość floty argentyńskiej wzięła udział w operacji Soberania, stanowiącej przygotowanie do planowanego ataku na Chile i wysadzenia desantu na spornych wyspach nad Kanałem Beagle, lecz ostatecznie operację przerwano i wojnę udało się zażegnać.
„Hércules” brał udział w wojnie o Falklandy w 1982 roku, poczynając od wypłynięcia z zespołem desantowym 26 marca pod pozorem ćwiczeń z marynarką Urugwaju. We wczesnych godzinach 2 kwietnia zespół argentyński wysadził desant pod Port Stanley, w czym pomagały śmigłowce Westland Lynx obu niszczycieli typu 42. Niszczyciele służyły następnie do osłony przeciwlotniczej lotniskowca ARA „Veinticinco de Mayo”. 2 maja oba niszczyciele eskortowały lotniskowiec przygotowujący się do ataku na brytyjską flotę, do którego jednak nie doszło z powodu warunków pogodowych. Tego dnia rano „Hércules” namierzył brytyjski samolot Sea Harrier poszukujący okrętów argentyńskich, lecz pilot, ostrzeżony o opromieniowaniu, uciekł na małej wysokości zanim mógł być zaatakowany rakietą. Po zatopieniu krążownika ARA „General Belgrano” tego dnia, duże okręty argentyńskie zostały jednak wycofane ze strefy działań z uwagi na zagrożenie ze strony okrętów podwodnych i odtąd niszczyciel nie odegrał roli w dalszych działaniach. 15 (lub 2) maja rozbił się w morzu jego śmigłowiec Lynx na skutek awarii silnika, bez ofiar w załodze.

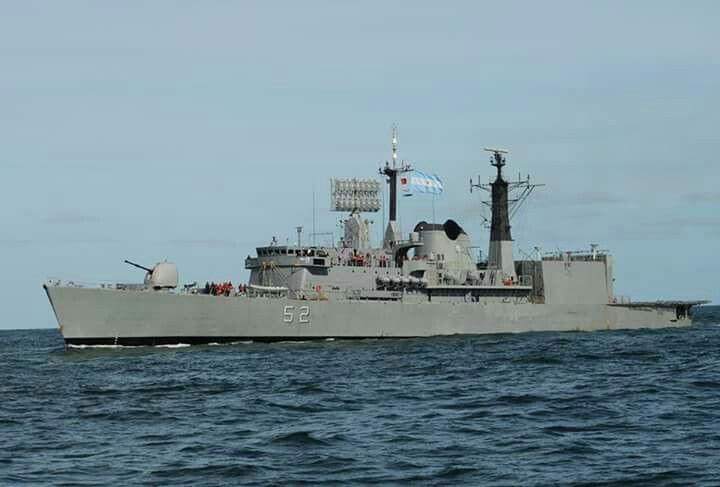
„Hercules” po przebudowie (po 2009 roku)

Po przegranej przez Argentynę wojnie, w latach 1983–1986 „Hércules” razem z okrętem bliźniaczym przebywał głównie w rezerwie. Wychodził w morze dopiero w 1987 roku, po czym powrócił do aktywnej służby w 1988 roku. Problemem dla argentyńskiej floty był brak części zamiennych produkcji brytyjskiej. Według niepotwierdzonych doniesień, Argentyna próbowała w tym czasie sprzedać oba niszczyciele do Libii, Turcji względnie Iranu (źródła są rozbieżne).
Między listopadem 1999 a lipcem 2000 roku „Hércules” został zmodernizowany w Chile do przenoszenia większych śmigłowców Sikorsky SH-3 Sea King, otrzymując powiększone lądowisko i duży pudełkowaty hangar. System Sea Dart był jednak już wówczas niesprawny i niszczyciel został przeklasyfikowany na szybki transportowiec uniwersalny (Transporte Rápido Multipropósito). Numer taktyczny okrętu zmieniono wówczas na B-52 (zapisywany na burcie bez litery). Adaptację ukończono w 2004 roku w Puerto Belgrano w Argentynie. W 2009 roku zdjęto wyrzutnię przeciwlotniczą Sea Dart i jej dziobowy radar kierowania ogniem, a magazyn pocisków w kadłubie zaadaptowano na dodatkowe pomieszczenia dla desantu. Po przebudowie okręt zabiera 166 członków załogi oraz 238 żołnierzy piechoty morskiej z uzbrojeniem.